# Lucretia Jacoba Baart
Lucretia Jacoba (Lucie of Lucy) Baart (Middelburg, 2 april 1850 – Bergen, Noord-Holland, 4 maart 1932) was feministisch schrijver, vertaler en richtte mede de SDAP-afdeling van Bergen op. 

## Biografie
Baart was de tweede uit vier dochters van de manufacturenwinkelier Kornelis Baart (1842-1897) en Wilhelmina Maria Beunke (1812-1896). Ze groeide op in Middelburg. Om te voorkomen dat ze ooit tegen hun zin moesten trouwen wilde haar vader dat zijn dochters op eigen benen leerden staan.
Nog jong, opende ze in haar geboortestad een fotoatelier. Daarnaast vertaalde en schreef ze. Zij en haar zus Elize Baart leerden in 1873 de feministe Mina Kruseman kennen. Kruseman heeft zich ingezet voor het publiceren van Baarts novelle De familie Wollink. Uiteindelijk werd het opgenomen in Mijn leven (1877), de autobiografie van Kruseman. Het gaat in op het thema dat meisjes zelfstandigheid moeten aanleren, ouders hun kinderen niet moeten dwingen om te trouwen, mannen geen huwelijk met een geëmancipeerde vrouw moeten vrezen.
In 1880 nam de fotograaf Gerben Liewes Hiemstra haar fotoatelier over en ging ze in Groningen aan de slag als secretaris F. Feringa, een vrijdenker en letterkundige die een vriend was van haar zus Elize die kort ervoor was overleden. In 1884 ging ze terug naar Middelburg waar ze van 1886 tot 1892 als Mevrouw van Heuvelinck verhalen schreef voor de tijdschriften Nederland en Europa. Baart heeft meegewerkt aan De Vrouw. Weekblad tot onderwijs en ontspanning van vrouwen en meisjes, dat in 1888 werd uitgegeven door de socialist J.A. Nieuwenhuis in Amsterdam. Ook bracht ze de bundel Novellen uit in 1889. In haar verhalen richtte ze zich op het onderwerp 'vrouw en huwelijk', waarin de zelfstandigheid van de vrouw en wederzijdse liefde een voorwaarde waren voor een goed huwelijk. Het huwelijk waar voor haar geen levensvervulling. Vanaf 1893 schreef ze vertalingen uit het  Duits, Engels, Frans en Pools. 
In 1896 verhuisde ze naar Schoorldam om dicht in de buurt van haar zussen te wonen. In 1901 werd ze hier lid van de Sociaal-Democratische Arbeiderspartij (SDAP). Na vertrek uit Schoorldam woonde ze een tijd in Warmerdam en vervolgens verhuisde ze in 1906 naar het dichtbijgelegen Bergen, waar haar jongste zusje een pension had. Ze was een van de oprichters van de SDAP-afdeling in Bergen en werd er bestuurslid. In 1922 raakte ze als gevolg van een beroerte verlamd. Tien jaar later, op 4 maart 1932 overleed ze in Bergen. Aan haar graf werd ze namens het partijbestuur van de SDAP en de vrouwenclubs toegesproken door Suze Groeneweg. Ze was ongetrouwd gebleven. 